# Tramwaje w Mysłowicach
Tramwaje w Mysłowicach – część systemu transportu tramwajowego Górnośląsko-Zagłębiowskiej Metropolii, który funkcjonuje na terenie Mysłowic od 1900 roku. Sieć tramwajowa kursuje przez dwie dzielnice: Piasek i Stare Miasto. Należy ona do Tramwajów Śląskich, a ma ona charakter linearny z pętlą przed dworcem kolejowym.

## Historia

### Okres przedwojenny
Pierwsze plany budowy linii tramwajowej do Mysłowic pojawiły się w 1899 roku, kiedy to katowickiej spółce Schikora & Wolff przyznano koncesję na budowę wąskotorowej linii (785 mm) tramwaju elektrycznego z Mysłowic przez Bagno, Roździeń, Szopienice do Katowic. Koncesję tę sprzedano spółce Oberschlesische Kleinbahn und Elektrizitats Werke. Spółka ta przystąpiła do realizacji linii, którą oddawano etapami. Odcinek Roździeń – Mysłowice (Piasek – dworzec kolejowy) oddano do użytku 31 października 1900 roku. W późniejszym czasie, z powodu znacznego oddalenia Mysłowic od elektrowni w Hajdukach, co powodowało spadki napięcia, wybudowano w Roździeniu pośrednią stację napięć.
7 lipca 1899 roku linia ta w związku z połączeniem dwóch przedsiębiorstw tramwajowych: Oberschlesische Dampfstrassenbahnen G.m.b.H. Oberschlesische Kleinbahn und Elektrizitats Werke, znalazła się pod zarządem spółki Schlesische Kleinbahn.
W 1901 roku na terenie Mysłowic znajdowały się trzy przystanki: Piossek, Myslowitz Kr.-Kirche i Myslowitz Bahnhof. Czas przejazdu między pierwszym a ostatnim przystankiem na terenie obecnych Mysłowic wynosił 10 minut, a z dworca do katowickiego Rynku 53 minuty. Podczas I wojny światowej, szczególnie w ostatnich jej latach ograniczono ruch tramwajów. Na linii Katowice – Mysłowice tramwaje kursowały co 30 minut (wcześniej co 20).
W międzyczasie, w czerwcu 1912 roku pojawił się niezrealizowany projekt przedłużenia linii do Brzezinki przez Słupną.

### Lata międzywojenne
Po I wojnie światowej i powstaniach śląskich Mysłowice znalazły się po stronie Polski. W 1925 roku powstała spółka Śląsko-Dąbrowskie Kolejowe Towarzystwo Eksploatacyjne z siedzibą w Katowicach, która rozpoczęła eksploatację sieci tramwajowej. Linia Katowice – Mysłowice była oznaczona wtedy numerem 1. Okres międzywojenny w sieci tramwajowej całej konurbacji katowickiej charakteryzuje się wzmożonymi procesami przekształcenia sieci na rozstaw normalnotorowy (1435 mm). Odcinek Szopienice – Mysłowice po przebudowie uruchomiono 11 października 1929 roku. Linii normalnotorowej nie doprowadzono wtedy do dworca kolejowego przez ówczesną ulicę Pszczyńską, ale mijankę końcową wybudowano na ulicy Krakowskiej obok kościoła. Do końca 1930 roku nie kursowały bezpośrednie tramwaje do Katowic, a należało się przesiąść w Szopienicach. Rok później uruchomiono bezpośrednia linię nr 7 Mysłowice – Katowice – Hajduki – Świętochłowice – granica państwa.
W 1939 roku, po zajęciu polskiej części konurbacji górnośląskiej przez Niemcy, ustanowiono przymusowy zarząd nad firmą Śląskie Kolejki (zamieniona na Schlesische Kleinbahn), która zarządzała tramwajami w polskiej części sieci.

### Okres powojenny

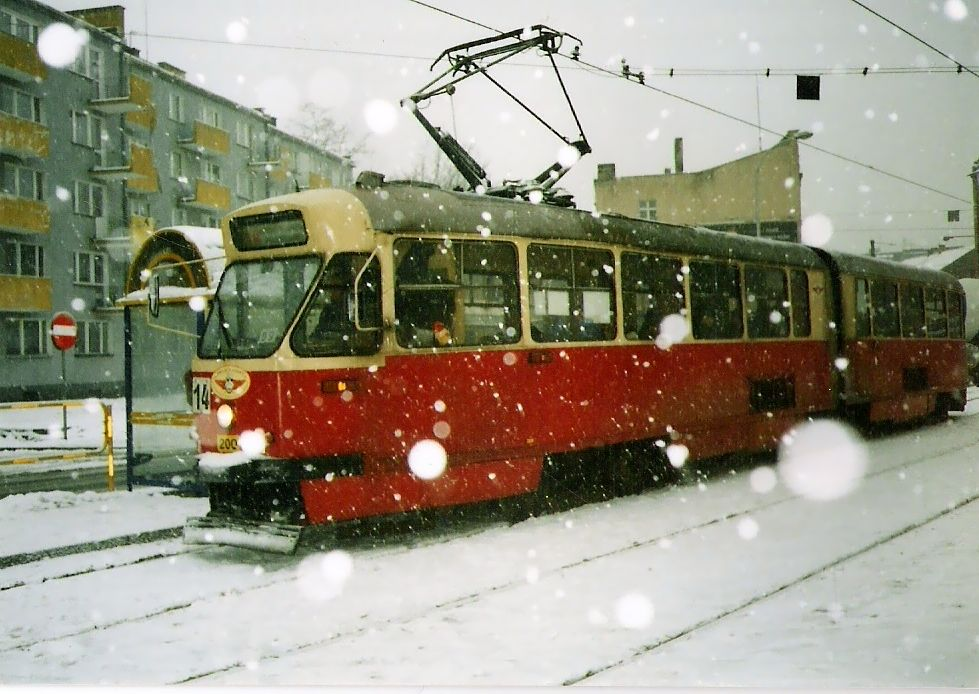
Konstal 102Na na przystanku Mysłowice Szpital (2006)

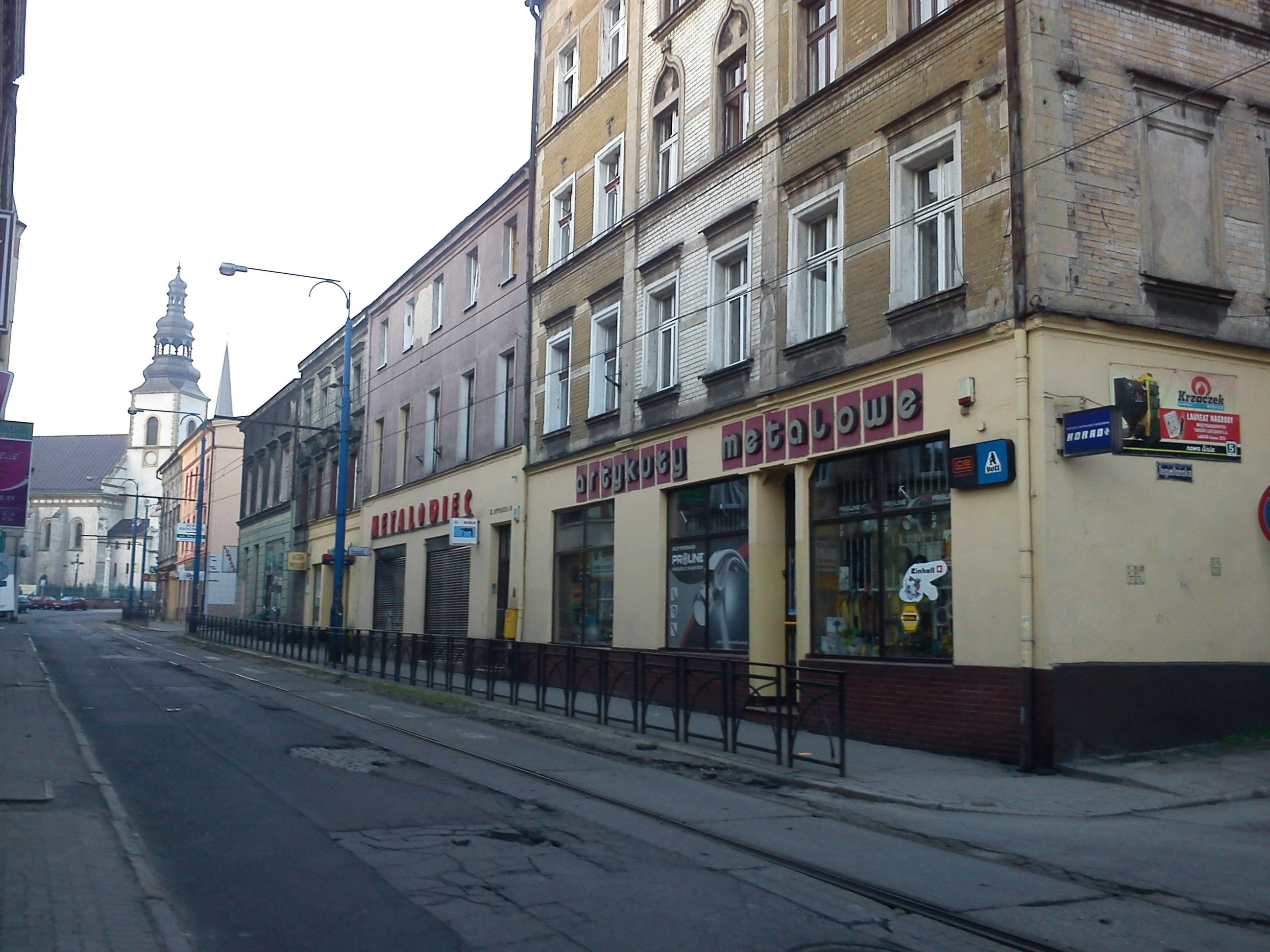
Torowisko tramwajowe na ulicy Bytomskiej (2010)

W 1945 roku sieć tramwajowa została przejęta przez spółkę Koleje Elektryczne Zagłębia Śląsko-Dąbrowskiego, a uchwałą Wojewódzkiej Rady Narodowej w Katowicach 27 lutego 1951 roku do życia powołano Wojewódzkie Przedsiębiorstwo Komunikacyjne w Katowicach.
W 1949 roku po Mysłowicach kursowała linia nr 7 Bytom – Świętochłowice – Katowice – Mysłowice o długości 21,130 km i średniej frekwencji 66,43%. Do 1967 roku była to najdłuższa linia tramwajowa w konurbacji katowickiej. W lipcu 1953 roku tramwaje ponownie docierały pod dworzec kolejowy – wybudowano wtedy pętlę tramwajową, natomiast rok później, 30 kwietnia 1954 roku, linię tę połączono z odcinkiem linii z Dańdówki przez Modrzejów (linia 26).
W 1970 roku na trasach konurbacji katowickiej pojawiły się nowe tramwaje typu Konstal 102Na, które kursowały również w Mysłowicach, a w 1974 roku wprowadzono tramwaje typu Konstal 105N.
W 1982 roku zmieniono przebieg tras tramwajowych, przez co z placu Alfreda w Katowicach do Mysłowic zaczęła kursować linia 14. W tym czasie tramwaj w dni robocze kursował co 14 minut, a linia była obsługiwana przez wagony 102N i 102Na.
Po 1989 roku, wraz z przemianami ustrojowymi, nastąpiły przekształcenia w organizacji komunikacji miejskiej na terenie konurbacji katowickiej. W 1991 roku rozdzielono WPK na kilkanaście przedsiębiorstw, w tym Przedsiębiorstwo Komunikacji Tramwajowej w Katowicach, które w 2003 roku przekształcono w spółkę Tramwaje Śląskie. Akcje spółki przekazane zostały gminom, przez które przebiega sieć tramwajowa. Miasto Mysłowice posiadało w 2014 roku 95 000 (0,8%) akcji.
Od 1989 roku pogarsza się stan torowisk w Mysłowicach. Dodatkowo, rozpoczęty w lutym 2011 roku projekt: „Modernizacja infrastruktury tramwajowej i trolejbusowej w Aglomeracji Górnośląskiej wraz z infrastrukturą towarzyszącą” w pierwszym etapie nie przewidywał modernizacji linii na terenie miasta. Po 1989 roku prace modernizacyjne na terenie Mysłowic prowadzono na dwóch odcinkach. Pierwszą wyremontowaną trasą jest fragment linii wzdłuż ulicy B. Świerczyny, wyremontowany wraz z sąsiednią ulicą. W sierpniu 2014 roku zakończyła się natomiast modernizacja 360-metrowego torowiska na skrzyżowaniu ulic B. Świerczyny i Obrzeżnej Północnej. 
3 listopada 2020 roku Tramwaje Śląskie ogłosiły przetarg na wykonanie prac modernizacyjnych w ramach zadania inwestycyjnego pt. „Modernizacja infrastruktury torowo – sieciowej na linii tramwajowej nr 14 w Mysłowicach w ciągu ulic: Bytomska, Starokościelna, K. Szymanowskiego, Powstańców – zadanie 10, w ramach realizacji Projektu pn.: „Zintegrowany Projekt modernizacji i rozwoju infrastruktury tramwajowej w Aglomeracji Śląsko - Zagłębiowskiej wraz z zakupem taboru tramwajowego – etap I” współfinansowanego przez Unię Europejską ze środków Funduszu Spójności w ramach Programu Operacyjnego Infrastruktura i Środowisko. Według założeń projektowych na całości torowiska przeznaczonego do modernizacji tj. od przystanku Mysłowice Dworzec PKP do przystanku Mysłowice Szpital zaprojektowano torowisko dwutorowe, a także przebudowę pętli tramwajowej przy dworcu kolejowym. Latem 2021 roku firma NDI rozpoczęła przebudowę torowiska w Mysłowicach, a na czas trwania robót wstrzymano kursowanie tramwajów.

## Linie tramwajowe
Według stanu na 26 sierpnia 2017 roku, przez Mysłowice przebiegały 2 linie tramwajowe:
| Linia | Przystanek początkowy | Przystanek końcowy                   | Miasta               | Zajezdnia         | % kursów niskopodłogowych |        |
| ----- | --------------------- | ------------------------------------ | -------------------- | ----------------- | ------------------------- | ------ |
| 14    | Mysłowice Dworzec PKP | Katowice Brynów Centrum Przesiadkowe | Katowice, Mysłowice  | Katowice Zawodzie | 0%                        | [ 19 ] |
| 26    | Mysłowice Dworzec PKP | Sosnowiec Milowice Pętla             | Sosnowiec, Mysłowice | Będzin            | 0%                        | [ 20 ] |

W lipcu 2021 roku czasowo wstrzymano ruch tramwajowy ze względu na modernizację torowiska.